# Eurytoma calycis
Eurytoma calycis är en stekelart som beskrevs av Bugbee 1961. Eurytoma calycis ingår i släktet Eurytoma och familjen kragglanssteklar. Inga underarter finns listade i Catalogue of Life.